# Mama’s Boys
Mama’s Boys — североирландская хард-рок/хэви-металл группа из графства Фермана образованная тремя братьями Макманусами -Пэтом, он же «Профессор», (гитара, иногда скрипка), Джоном (бас и вокал) и Томми (ударные). Позже, в 1985 году, в состав вошел четвертый участник — Рик Чейз (вокал), который в 1987 году был заменен Китом Марреллом, в связи с плохим состоянием здоровья Рика. Кит позже был заменен Майком Уилсоном в 1989 году.

## История
Братья Макманус, выросшие на ферме близ села Деррилин, графство Фермана, начинали музыкальную карьеру в качестве исполнителей традиционной ирландской музыки, но вдохновленные ирландской кельтской рок-группой Horslips, а также желанием младшего брата Томми играть на ударных, сформировали рок-группу. В конце 1970-х братья были большими фанатами Horslips и посещали их концерты при любой возможности. Они в конечном счете познакомились и подружились с участниками группы. Это произошло примерно в то время, когда они создавали свою собственную группу, которая первоначально называлась «Pulse», но вскоре переименованная в «Mama’s Boys». Барри Девлин из Horslips слышал об их группе, и посетил репетицию группы в их доме. Он был впечатлен и предложил им место на поддержки тура Horslips 1979 года.
Хотя их кумиры Horslips смешивали традиционную музыку с хард-роком, братья Макманус хотя и были музыкантами ирландского фолка высокого класса, пошли дальше кельтского рока, и за исключением редкого включения игры Пэта на скрипке, стали играть более тяжелую металлическую музыку.
В 1980 Mama’s Boys самофинансировали и выпустили свой первый альбом "Official Album" (переизданный в 1981 под названием "Official Bootleg") и активно гастролировали по Ирландии. В 1981 они были приглашены на поддержку Hawkwind в их турне по Великобритании. Далее они записали и самофинансировали свой второй альбом, под названием «Plug It In» в 1982 году, самая поп-ориентированная песня на альбоме, «Needle in the Groove», выпущенная синглом, стала хитом.
Третий альбом Turn It Up был выпущен в 1983 году в том же году они гастролировали с Thin Lizzy в прощальном туре этого коллектива, играли на рок-фестивале в Рединге и подписали мировой контракт с Jive Records. Первый альбом, выпущенный на Jive содержал несколько композиций с альбомов «Turn It Up» и «Plug It In», полностью переигранных, а также несколько новых песен. Одна из новых песен, кавер Slade «Mama Weer All Crazee Now» был выпущен в качестве сингла и достиг # 54 в американских чартах. Клип на песню попал на MTV и группа стала известна в США, куда они совершили поездку в 1984 году.
В 1985 году альбом «Power and Passion» попал в Billboard 100 в США и группа гастролировала в США, Европе и Японии. Во время европейской части тура у Томми случился рецидив лейкоза, от которого он лечился еще в детстве и группа завершала тур уже с другим барабанщиком, Джимми ДеГрассо. После лечения Томми вернулся для участия в туре по Ирландии, но снова попал в больницу после очередного рецидива.
В 1987 году бывший вокалист Airrace Кейт Маррелл заменил Рика Чейза у которого возникли проблемы с его голосовыми связками, и они записали альбом «Growing Up the Hard Way». Jive Records выбрали Mаррелла с идеей придать группе более «отполированный» коммерческий звук, но это имело неприятные последствия, так как своеобразный сырой звук группы был заменен мягким звуком типа AOR. Контракт с Jive, который завершился в том году, не был продлен и Маррелл оставил группу и вскоре присоединился к Клиффу Ричарду в качестве бэк-вокалиста.
В 1989 году с новым вокалистом, Майком Уилсоном, и с новым менеджером они записали концертный альбом «Live Tonite» в 1991 году, и активно гастролировали в Европе. В 1992 году они выпустили альбом «Relativity». Во время тура в Италии в 1993 году, Томми снова заболел, и тур пришлось отменить. В октябре 1994 года Томми подвергся пересадке костного мозга, но это его не спасло; в ноябре 1994 года он умер. Опустошены братья решили распустить группу. В первую годовщину смерти Томми Джон сочинил в честь брата традиционный ирландский «плач» на лоувистле, вскоре после этого Джон и Пэт вернулись к традиционной ирландской музыке и сформировали кельтскую/New Age группу под названием «Celtus».
Пэт МакМанус также выступал и записывался с ирландской рок-группой «Indian» и в некоторых других проектах.

## Состав
- Патрик Френсис «Пэт» МакМанус — гитара, скрипка, бэк-вокал (1978—1993)
- Джон МакМанус — бас, гитара, бэк-вокал, лоувистл, тинвистл, ирландская волынка (1978—1993)
- Томас "Томи" МакМанус — ударные, бодран, бэк-вокал (1978—1993) (1966 — 16 ноября 1994)
- Мики Фенлон — вокал (1986—1987)
- Кит Маррелл — вокал (1987—1989)
- Коннор МакКеон — вокал (198?)
- Майк Уилсон — вокал (1990—1992)
- Алан Уильямс — клавишные (1989—1993)
- Джими Де Грассо — ударные (1985—1986)
- Патрик Липтак — бас (198?-198?)

## Дискография

### Альбомы
- Official Album (1980)
- Plug It In (1982)
- Turn It Up (1983)
- Mama’s Boys (1984)
- Power and Passion (1985)
- Growing Up the Hard Way (1987)
- Live Tonite (1991)
- Relativity (1992)

### Синглы
- «Belfast City Blues» (1982)
- «In the Heat of the Night» (1982)
- «Needle in the Groove» (1982)
- «Too Little of You to Love» (1983)
- «Midnight Promises» (1984)
- «Mama Weer All Crazee Now» (1984)
- «Needle in the Groove» (1985)
- «Higher Ground» (1987)
- «Waiting for a Miracle» (1987)